# Авганистан на Светском првенству у атлетици на отвореном 1983.
Авганистан је учествовао на 1. Светском првенству у атлетици на отвореном 1983. одржаном у Хелсинкију од 7. до 14. августа. Репрезентацију Авганистана представљао је један атлетичар који се такмичио у трци на 100 метара.
На овом првенству представник Авганистана није освојио ниједну медаљу, а оборио је свој лични рекорд.

## Резултати

### Мушкарци
| Атлетичар             | Дисциплина | Лични рекорд | Квалификације | Квалификације | Група                | Група                | Полуфинале           | Полуфинале           | Финале               | Финале       | Детаљи |
| Атлетичар             | Дисциплина | Лични рекорд | Резултат      | Место         | Резултат             | Место                | Резултат             | Место                | Резултат             | Место        | Детаљи |
| --------------------- | ---------- | ------------ | ------------- | ------------- | -------------------- | -------------------- | -------------------- | -------------------- | -------------------- | ------------ | ------ |
| Мохамед Иснаил Бакаки | 100 м      | -            | 12,33 ЛР      | 7. у гр 9     | Није се квалификовао | Није се квалификовао | Није се квалификовао | Није се квалификовао | Није се квалификовао | 65 / 65 (67) |        |